# 時代與季節
《時代與季節》（英文： Times and Seasons）是19世紀的後期聖徒（俗稱摩門教徒的正式稱呼）在美國伊利諾州 Nauvoo（納府）的月刊或半月刊，從1839年11月到1846年2月15日。這份刊物出版了一些後期聖徒的重要文件，如 Wentworth Letter、the King Follett Discourse、亞伯拉罕書和小斯密約瑟的個人歷史。這份刊物一開始是由 Ebenezer Robinson（羅賓森·以便以謝）和 Don Carlos Smith（斯密唐卡羅）（小斯密約瑟的兄弟，1841年逝世）。在斯密唐卡羅逝世後，小斯密約瑟自己成為主編，由 John Taylor（泰來約翰）作助理。泰來約翰在1842年成為主編，由 Willard Richards（李察威拉）作助理。

## 外部連結
- 《時代與季節》線上資源（英文） （页面存档备份，存于）